# Pour le Mérite
L'Orde Pour le Mérite, coneguda de manera informal durant la Primera Guerra Mundial com la Blue Max (Blauer Max en alemany) va ser la màxima recompensa militar del Regne de Prússia fins al final de la Primera Guerra Mundial. Encara avui existeix una versió civil a la República Federal Alemanya, destinada a premiar les fites en les arts i les ciències (semblant a l'Orde del Mèrit britànica)

## Insígnia
És una Creu de Malta esmaltada en blau amb la vora daurada, amb àligues daurades entre els braços (basant-se en el símbol de l'Orde Johanniter), el monograma reial prussià i la inscripció en francès "Pour le Mérite" (Per al Mèrit) entre els braços de la creu. El monograma i la inscripció també són daurats.
Penja del coll d'una cinta blanca amb els costats negres (els colors de Prússia).

## Història

### Classe militar
Va ser fundada pel Rei Frederic II de Prússia el 1740. El seu nom francès es degué al fet que, llavors, el francès era la llengua de la cort prussiana. Fins al 1810, l'Orde era tant civil com militar. El gener de 1810, Frederic Guillem III decretà que l'orde només es podria atorgar al personal militar.
Al març de 1813, Frederic Guillem III afegí una distinció addicional, un Manat de Fulles de Roure afegides al capdamunt de la creu. La distinció de les fulles de roure originàriament indicava un èxit extraordinari en batalla, i normalment estava reservada pels oficials de màxim rang. Els reglaments originals indicaven la captura o la defensa amb èxit d'una fortificació, o la victòria en una batalla. Durant la Primera Guerra Mundial, les fulles de roure indicaven una segona concessió o un grau superior de la Pour le Mérite, si bé en la majoria dels casos els receptors encara eren oficials d'alt rang (normalment comandants de camp distingits que acomplien els criteris anteriors; els receptors de les fulles de roure de menor rang eren principalment oficials d'estat major responsables de la planificació d'una batalla o una campanya saldada amb èxit). A inicis de 1918, es proposà concedir les fulles de roure al màxim as de l'aviació alemanya, Manfred von Richthofen però a causa de la lectura estricta de la reglamentació, això no va ser possible. Per tant, Prússia concedí a von Richtofen un honor una mica menys prestigiós, l'Orde de l'Àliga Roja de 3a classe amb Corona i Espases (la qual era també un gran honor, car la 3a classe normalment era atorgada a coronels i tinents coronels, i von Richthofen només era Rittmeister; i només es concediren dues ordes de 3a classe amb Corona i Espases durant tota la Primera Guerra Mundial.
El 1866 s'establí una classe especial militar "Gran Creu". Aquest grau era atorgat a aquells que, degudes les seves accions, havien provocat la retirada o la destrucció d'un exèrcit. Només es concedí en 5 ocasions: al Rei Guillem I el 1866, al Príncep Hereu Frederic Guillem de Prússia (posteriorment el Kàiser Frederic III) i al Príncep Frederic Carles el 1873, al Tsar Alexandre II de Rússia el 1878 i al Comte Helmuth von Moltke el 1879.
La Pour le Mérite adquirí renom internacional durant la Primera Guerra Mundial. Si bé de fet podia ser atorgada a qualsevol oficial militar, els receptors més cèlebres eren els pilots del Servei Aeri de l'Exèrcit Alemany (Luftstreitkräfte), els èxits dels quals van ser llargament explotats per la propaganda. A la guerra aèria, un pilot de caça era mereixedor d'ella després d'abatre 8 avions enemics inicialment. Els Assos Max Immelmann i Oswald Boelcke van ser els primers aviadors a rebre-la, el 12 de gener de 1916. Degut al renom d'Immelmann entre els seus companys pilots i a la nació, la Pour le Mérite rebé el malnom de Blauer Max (Max Blava), degut al seu color i al seu famós receptor.
No obstant això, el nombre de victòries aèries necessàries per rebre l'orde s'incrementà durant la guerra; a inicis de 1917 es requeria la destrucció de 16 avions enemics, i pel final de la guerra n'eren uns 30. No obstant això, altres receptors de l'aviació incloïen comandants de Zeppelin, tripulacions de bombarders i observadors, i almenys, un globus d'observació.
Encara que la majoria dels receptors més famosos eren oficials inferiors (especialment els pilots), més d'una tercera part de les concessions durant la Primera Guerra Mundial van ser per generals i almiralls. Els oficials inferiors només van obtenir una quarta part de totes les concessions. Les concessions als oficials superiors tendien a ser més pel lideratge destacat en combat que no pas per les accions individuals de valentia.
Els receptors de la Pour le Mérite la portaven sempre sobre l'uniforme.
L'Orde es va extingir després de l'abdicació del Kàiser Guillem II com a Rei de Prússia el 9 de novembre de 1918, i mai més no va ser atorgada a cap nou membre.
La darrera concessió (no-oficial) de la Pour le Mérite va ser feta per Rothe de Viena el 1964 per Theo Osterkamp, en reconeixement d'haver estat nomenat Canceller de l'Orde. La medalla tenia la corona de 50 anys afegida sobre el galó, al damunt de l'ordre.

#### Receptors notables
- Robert de Baviera, Mariscal de Camp alemany; rebé la Pour le Mérite a l'agost de 1915 i les fulles de roure al desembre de 1916
- Lothar von Arnauld de la Perière, comandant alemany de submarins durant la Primera Guerra Mundial, que rebé la Pour le Mérite a l'agost de 1916 per l'enfonsament de 200.000 tones de vaixells aliats. Al final de la guerra, havia enfonsat més de 450.000 tones (més que qualsevol altre comandant de submarí), rebent una fotografia signada del Kàiser i una carta reial de recomanació, escrita de puny del mateix Kàiser.
- Otto von Bismarck, Canceller Prussià i Alemany durant el període de la unificació; condecorat el 1884 amb la Pour le Mérite amb les Fulles de Roure.
- Gebhard von Blücher, Mariscal de Camp Prussià de l'època napoleònica, que comandà les forces prussianes a la batalla de Waterloo
- Werner von Blomberg, condecorat al juny de 1918 com a major, posteriorment Ministre de la Guerra i Comandant en Cap de la Wehrmacht entre 1935 i 1938.
- Leonhard Graf von Blumenthal, general prussià (posteriorment mariscal de camp), receptor de la Pour le Mérite el 1864 durant la Guerra Germano-Danesa i les Fulles de Roure a la Guerra Austro-Prussiana de 1866.
- Fedor von Bock, condecorat com a major a l'abril de 1918, seria mariscal durant la Segona Guerra Mundial
- Oswald Boelcke, un dels primers aviadors a rebre-la.
- Hermann von Boyen, general prussià i Ministre de la Guerra d'època napoleònica; que rebé la Pour le Mérite i les Fulles de Roure de manera simultània.
- Friedrich Wilhelm Freiherr von Bülow, general prussià de l'època napoleònica; que rebé la Pour le Mérite i les Fulles de Roure
- Leo von Caprivi, general prussià, que la rebé el 1871 pel mèrit durant la Guerra francoprussiana; després Canceller d'Alemanya
- Nikolaus Burggraf und Graf zu Dohna-Schlodien, comandant alemany de creuer auxiliar, un dels dos únics oficials inferiors en rebre els màxims honors militar dels 5 principals estats alemanys: la Pour le Mérite prussiana, l'Orde Militar de Max Joseph bavaresa, l'Orde Militar de Sant Enrinc saxona, l'Orde del Mèrit Militar de Württembergi l'Orde del Mèrit Militar de Karl-Friedrich de Baden.
- Friedrich Christiansen, condecorat com Pilot Naval sent Oberleutnant, (13 victòries aèries, arribant fins a les 21 comptant les compartides) que després seria General der Flieger i Wehrmachtsbefehlshaber in den Niederlanden (Comandant Suprem de la Wehrmacht a Holanda) durant la Segona Guerra Mundial.
- Erich von Falkenhayn, Cap de l'Estat Major General Alemany entre 1914 i 1916; que rebé la Pour le Mérite al febrer de 1915 i les Fulles de Roure al juny de 1915.
- August von Gneisenau, general prussià de l'època napoleònica; després Mariscal; que rebé la Pour le Mérite el 1807 i les Fulles de Roure el 1814
- Hermann Göring, condecorat com a As de l'Aviació al juny de 1918; posteriorment seria Reichsmarschall, comandant de la Luftwaffe i segon home fort del Tercer Reich.
- Robert Greim, As de la Primera Guerra Mundial i Mariscal durant la Segona. També rebé l'Orde Militar de Max Joseph bavaresa, i com a bavarès, va ser ennoblit, esdevenint Robert "Ritter von" Greim.
- Karl Wilhelm Georg von Grolman, general prussià de l'època napoleònica; també rebé les Fulles de Roure.
- Franz Hipper, Almirall alemany. També rebé l'Orde Militar de Max Joseph bavaresa, i com a bavarès, va ser ennoblit, esdevenint Franz Ritter von Hipper.
- Paul von Hindenburg, Mariscal de Camp alemany i posteriorment President d'Alemanya, condecorat amb la Pour le Mérite al setembre de 1914 i les Fulles de Roure al febrer de 1915
- Max Hoffmann, oficial d'Estat Major alemany; que rebé la Pour le Mérite a l'octubre de 1916 i les Fulles de Roure al juliol de 1917. Considerat un estrateg brillant, Hoffmann també rebé l'Orde Militar de Max Joseph bavaresa i l'Orde Militar de Sant Enrinc saxona en classe Cavaller de 1a Classe i Creu de Comandant.
- Oskar von Hutier, general alemany conegut per les tàctiques d'infiltració dissenyades per superar la guerra de trinxeres. Condecorat amb la Pour le Mérite al setembre de 1917 i les Fulles de Roure al març de 1918
- Max Immelmann, un dels primers aviadors a rebre-la.
- Ernst Jünger, novelista i el darrer receptor viu de la Pour le Mérite en el moment de la seva mort el 1998.
- Friedrich Freiherr Kress von Kressenstein, oficial alemany al Teatre d'operacions de Mesopotàmia de la Primera Guerra Mundial
- Paul von Lettow-Vorbeck, comandant de les forces alemanyes a la campanya de guerrilles a l'Àfrica Oriental Alemanya
- Otto Liman von Sanders, general alemany que serví com a conseller i comandant de les forces otomanes a la Primera Guerra Mundial, que rebé simultàniament la Pour le Mérite i les Fulles de Roure el gener de 1916 pel seu paper a la derrota aliada a la batalla de Gal·lípoli (1915)
- Friedrich "Fritz" Karl von Lossberg, estrateg. Condecorat amb la Pour le Mérite el 21 de setembre de 1916 (Somme) i les Fulles de Roure el 24 d'abril de 1917 (Arras).
- Erich Ludendorff, general alemany de la Primera Guerra Mundial. Condecorat amb la Pour le Mérite a l'agost de 1914 (una de les primeres concessions de la guerra) pel setge de Lieja, i les Fulles de Roure al febrer de 1915.
- August von Mackensen, general alemany (després Mariscal) de la Primera Guerra Mundial. Condecorat amb la Pour le Mérite al novembre de 1914 i les Fulles de Roure al juny de 1915.
- Helmuth Comte von Moltke, conegut com a Moltke el Vell, primer condecorat el 1839 com a oficial inferior mentre que servia com a conseller pels Otomans en les seves campanyes contra Muhammad Alí d'Egipte; posteriorment Cap de l'Estat Major Prussià a les guerres de la Unificació alemanya; rebé les Fulles de Roure el 1871 i la Gran Creu al març de 1879. També rebé la Classe Civil de l'Orde el 1874.
- Helmuth Johann Ludwig von Moltke, cap de l'Estat Major General Alemany a l'esclat de la Primera Guerra Mundial. Conegut com a Moltke el Jove, era nebot de Moltke el Vell.
- Karl Friedrich Max von Müller, capità del creuer lleuger Emden durant els primers mesos de la Primera Guerra Mundial
- Karl August Nerger, comandant alemany de creuer auxiliar, un dels dos únics oficials inferiors en rebre els màxims honors militar dels 5 principals estats alemanys: la Pour le Mérite prussiana, l'Orde Militar de Max Joseph bavaresa, l'Orde Militar de Sant Enrinc saxona, l'Orde del Mèrit Militar de Württembergi l'Orde del Mèrit Militar de Karl-Friedrich de Baden.
- Theo Osterkamp, aviador naval i As de la Primera Guerra Mundial, que també aconseguí 6 victòries durant la Segona Guerra Mundial i esdevingué un general de la Luftwaffe
- El Tsar Pere III de Rússia, que rebé la Pour le Mérite el 1762, després d'ascendir al tron imperial rus i retirà a Rússia de la Guerra dels Set Anys i va fer la pau amb Prússia
- Manfred von Richthofen, més conegut com el Baró Roig, el màxim As de la Primera Guerra Mundial. També rebé l'Orde Militar de Sant Enrinc saxona i l'Orde del Mèrit Militar de Württemberg, així com moltes condecoracions més de la resta d'estats alemanys
- Erwin Rommel, condecorat al desembre de 1917 mentre era Oberleutnant per la seva participació en la batalla de Caporetto, que després seria Mariscal de Camp a la Segona Guerra Mundial
- Gerhard von Scharnhorst, general prussià de l'època napoleònica
- Reinhard Scheer, almirall alemany i comandant de les forces navals alemanyes durant la Batalla de Jutlàndia
- Ferdinand Schörner, condecorat com a  Leutnant  al desembre de 1917, que després seria Mariscal de Camp a la Segona Guerra Mundial
- Hans von Seeckt, oficial d'estat major alemany durant la Primera Guerra Mundial; condecorat amb la Pour le Mérite al maig de 1915 i les Fulles de Roure al novembre de 1915. Després de la guerra, seria instrumental per organitzar el Reichswehr, l'exèrcit alemany de postguerra.
- Aleksandr Suvórov, general rus de l'època napoleònica
- Alfred von Tirpitz, Gran Almirall alemany, condecorat a l'agost de 1915
- Ernst Udet, segon màxim as alemany de la Primera Guerra Mundial, posteriorment general de la Luftwaffe
- Otto Weddigen, comandant de submarí alemany, també receptor de l'Orde Militar de Max Joseph bavaresa i l'Orde Militar de Sant Enrinc saxona
- Albert de Würtemberg, Mariscal de Camp alemany, que rebé la Pour le Mérite a l'agost de 1915 i les Fulles de Roure al febrer de 1918
- Johann David Ludwig Graf Yorck von Wartenburg, general prussià de l'època napoleònica (després Mariscal de Camp; que també rebé les Fulles de Roure

### Classe Civil
El 1842, el Rei Frederic Guillem IV fundà una classe civil de l'orde, l'Orde Pour le Mérite per Ciències i Arts (Orden Pour le Mérite für Wissenschaften und Künste), amb 3 seccions: humanitats, ciències naturals i Belles Arts. Entre els receptors famosos de la classe civil de la Pour le Mérite de classe civil de la primera promoció el 1842 apareixen Alexander von Humboldt, Carl Friedrich Gauss, Jacob Grimm, Felix Mendelssohn, Friedrich Wilhelm Joseph Schelling i August Wilhelm Schlegel. Entre els receptors estrangers d'aquesta primera "promoció de 1842" apareixen François-René de Chateaubriand, Louis Daguerre, Michael Faraday, Jean Auguste Dominique Ingres o Franz Liszt. Quan hi havia una vacant a l'Acadèmia d'Arts i Ciències es nominaven 3 candidats, un dels quals era confirmat pel Rei. Entre els receptors posteriors apareixen Thomas Babington Macaulay (1853), John C. Frémont (1860), Theodor Mommsen (1868), Charles Darwin (1868), Thomas Carlyle (1874) (qui mai més acceptà cap altre honor), Henry Wadsworth Longfellow (1875), Lord William Thomson Kelvin (1884), Heinrich von Treitschke (1887), Johannes Brahms (1887), Giuseppe Verdi (1887), Camille Saint-Saëns (1901), John Singer Sargent (1908), Ferdinand von Zeppelin (1910), Wilhelm Conrad Röntgen (1911), Sir William Ramsay (1911), Max Planck (1915), Albert Einstein (1923), Gerhart Hauptmann (1923), Richard Strauss (1924), Wilhelm Furtwängler (1929), Käthe Kollwitz (1929) i Ernst Barlach (1933). Com a jueu, Einstein va ser obligat a tornar la seva condecoració pel govern nazi el 1933, i a alguns altres, com Kollwitz i Barlach, també se'ls retirà la condecoració.

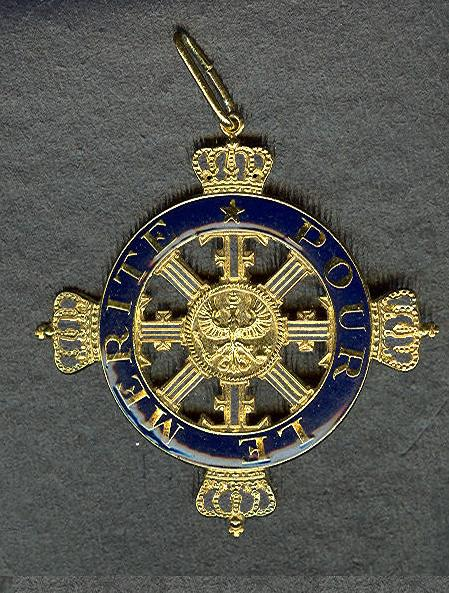
Disseny de la Pour le Mérite de 1952

El 31 de maig de 1952, el President de l'Alemanya Occidental,, reinstaurà l'orde civil com una organització autònoma sota la protecció del President Alemany (si bé no és un orde d'estat com és l'Bundesverdienstkreuz). Aquest orde civil és concedit per les fites en arts i ciències. Els membres actius estan reduïts a 30 ciutadans alemanys, 10 de cadascun dels camps de les humanitats, les ciències naturals i la medicina i les arts. Pot concedir-se de manera honorària a estrangers, també amb el límit de 30. Només es nomenen nous membres quan hi ha una vacant. Entre els nomenats el 1952 estan Otto Hahn, Paul Hindemith i Emil Nolde; i entre els receptors posteriors apareixen noms com Arthur Compton (1954), Hermann Hesse (1954), Albert Schweitzer (1954), Thomas Mann (1955), Oskar Kokoschka (1955), Carl Orff (1956), Erwin Schrödinger (1956), Thornton Wilder (1956), Karl Schmidt-Rottluff (1956), Werner Heisenberg (1957), Gerhard Ritter (1957), Ludwig Mies van der Rohe (1957), Percy Ernst Schramm (1958), Carl Friedrich von Weizsäcker (1961), Karl Jaspers (1964), Otto Klemperer (1967), Carl Zuckmayer (1967), Henry Moore (1972), Raymond Aron (1973), George F. Kennan (1976), Friedrich Hayek (1977), Karl Popper (1980), Eugène Ionesco (1983), Hans Bethe (1984), Gordon A. Craig (1990), Rudolf Mößbauer (1996), Umberto Eco (1998), Hans Magnus Enzensberger (1999) i Wim Wenders (2005). Els receptors més recents, el 2006 van ser l'economista Reinhard Selten, l'historiador James J. Sheehan i el catedràtic de dret Christian Tomuschat.
Només 3 persones van rebre les versions civil i militar de la Pour le Mérite: el Comte Helmuth von Moltke, que rebé la classe militar el 1839 i la civil el 1874; Otto von Bismarck, que rebé la classe militar el 1884 i la civil el 1896, i Hermann von Kuhl, que rebé la classe militar el 1916 i la civil el 1924

## Condecoracions similars d'altres països
Al costat de Prússia, diversos estats més de l'antic Imperi Alemany també van atorgar condecoracions similars pels mèrits a les arts i les ciències, entre els quals trobem l'Orde de Maximilià per Arts i Ciències (Maximiliansorden für Kunst und Wissenschaft) del Regne de Baviera, l'Orde del Mèrit per Ciències i Arts del Ducat d'Anhalt (Verdienstorden für Wissenschaft und Kunst) i l'Orde de la Rosa de Lippe per Arts i Ciències del Principat de Lippe (Lippische Rose, Orden für Kunst und Wissenschaft).
D'altres països tenen alts honors cívic similars per les fites en arts i ciències: el Regne Unit concedeix l'Orde del Mèrit i Orde dels Companys d'Honor; la República d'Àustria concedeix la Condecoració Austríaca d'Honor per Ciències i Arts (Österreichisches Ehrenzeichen für Wissenschaft und Kunst), fundada el 1955 (que, igual que succeeix amb la Pour le Mérite, també reviu la Distinció d'Honor per Art i Ciència de l'Imperi Austrohongarès (Österreichisch-Ungarisches Ehrenzeichen für Kunst und Wissenschaft), que existí entre 1887 i 1918; però que, a diferència de la seva equivalent alemanya, no conserva el mateix disseny que la seva predecessora alemanya); o l'Orde d'Alfons X el Savi a Espanya.
Altres països reconeixen les fites en les arts i les ciències, però amb ordes més generals que també reconeixen els mèrits en altres camps. La Legió d'Honor francesa és un exemple de condecoració concedida en diversos camps, incloent les arts i les ciències; Bèlgica atorga l'Orde de Leopold o l'Orde de la Corona; o també l'Orde al Mèrit de la República Italiana (que substituí a la monàrquica Orde de Sant Maurici i Sant Llàtzer).